# El Cronicón de Oña (Oña)
El Cronicón de Oña es una representación (del 11 al 15 de agosto) que expresa teatralmente los orígenes del Monasterio de San Salvador de Oña. Esta escenificación, en 2022 ha cumplido el XXXIV aniversario. Es una representación de interés cultural ya que tiene momentos históricos (como pueden ser restos de personajes importantes de la historia; infantes, condes u obispos) y arquitectónicos, muy relevantes para la Villa de Oña y alrededores.

## Historia de la representación
Reinaba en Castilla el Conde Fernán González, en el año 970 muere. Su hijo Garci Fernández hereda el trono y se enfrenta a los árabes y su jefe más fuerte, Almanzor. Estos enfrentamientos causaron la rivalidad de Sancho García, hijo de Garci Fernández, con su padre. En el año 995 Garci Fernández muere y Sancho García sería el nuevo rey, este calmaría la situación con Almanzor y esto llevaría a Castilla a una nueva prosperidad. 
Después de esta prosperidad llega el Conde Guerrero el cual lucharía con Almanzor hasta su muerte, en el año 1002. Llega al poder un nuevo califa más moderado, Sulaimán al-Mustaín. Sancho tendría buena relación con Sulaimán, este haría regalos valiosos al Conde, con esto empezaría una reconstrucción política y pactos. 
En el 1011, Don Sancho y su esposa Doña Urraca fundaron el Monasterio de Oña, nombrando a su hija Tigridia como 1ª Abadesa. Su otra hija Doña Mayor se casó con el Rey Sancho III de Navarra. 
Al llegar el 1017, Sancho García el Conde de los buenos fueros muere. García, el que iba a ser el heredero de su trono muere el mismo día de su boda. Entonces, el que pasaría a ser Rey de Castilla sería el Rey Navarro gracias a su esposa Doña Mayor. En este momento los castellanos especulan sobre la posibilidad de traidores debido a la muerte de su Conde.   
El Rey Navarro en intentos de contentar a Castilla, reforma el Monasterio de Oña, en este momento ingresa al Monasterio un ermitaño prestigioso, el Abad Íñigo. En el testamento del Rey Navarro se anuncia la ruptura del reino para asignar a sus hijos las diferentes tierras. Su primogénito García no acepta, con la muerte de su padre García avanza sobre Burgos y en la Batalla de Atapuerca, este se enfrenta con su hermano Fernando I (que resulta ganador).  
Los enfrentamientos entre los hijos del rey castellano continúan, muere Sancho III y Rodrigo Díaz de Vivar lleva su cuerpo al Monasterio de Oña.

## La escenificación
Esta escenificación ha sido, en su mayoría, representada en la Iglesia de San Salvador de Oña, hasta hace dos años debido a la pandemia. El año pasado y este, se ha hecho en el Patio de San Íñigo dentro del Monasterio. Esta representación muestra los orígenes de Castilla y el mismo Monasterio que es un patrimonio monumental.  
El Cronicón de Oña es representada por los vecinos onienses sin algún tipo de interés, la gran parte del vecindario ha sido partícipe y esas ganas han sido transmitidas a las nuevas generaciones. Con la nueva restauración del Monasterio estuvo en Oña expuesta la XVII edición de Las Edades del Hombre (en 2012). 
El último premio que recibió el Cronicón fue el Premio Serendoya a la Innovación Cultural.
Los vecinos de Oña han colaborado haciendo armas, joyas, arreglando el vestuario y lo necesario para poder hacer realidad El Cronicón. Su guion está documentado y apoyado por hechos.  
La recreación es espectacular gracias a las luces, el texto, actores y la majestuosidad del interior de la Iglesia y el Monasterio.

## La localidad
Oña es un municipio y localidad española de la provincia de Burgos, en la comunidad autónoma de Castilla y León. Pertenece a la comarca de La Bureba, su población en 2021 fue de 1008 habitantes. 
Fue una ubicación muy importante en la Edad Media y tuvo relevancia durante la formación de Castilla, lo cual ha quedado reflejado en su amplio conjunto monumental que conserva. Tiene el título de Villa. 
Se encuentra a medio camino entre las comarcas de La Bureba y Las Merindades. Está rodeada por los montes Obarenes y surcada por el río Oca (afluente del Ebro). Junto a los municipios de Poza de la Sal y Frías conforma la comunidad Raíces de Castilla. El Ayuntamiento de Oña está a cargo de otros 15 municipios que en total suman 1224 habitantes contando con el propio censo de Oña. 
Oña es una zona de clima continental, con temperaturas muy frías en invierno y calurosas en verano. El paisaje muestra terreno escarpado y está lleno de árboles y arbustos generalmente de hoja perenne (pinos, encinas o el boj.) 
Aunque la localidad de Oña hunde sus raíces en los tiempos más remotos (cuevas con restos paleolíticos y un castro autrigón posteriormente romanizado) su entrada en la historia se puede situar a mediados del siglo VII, cuando surgió como fortificado baluarte de unos de los más estratégicos accesos al norteño territorio en donde se habían refugiado las gentes cristianas ante la presión militar de los musulmanes del sur.

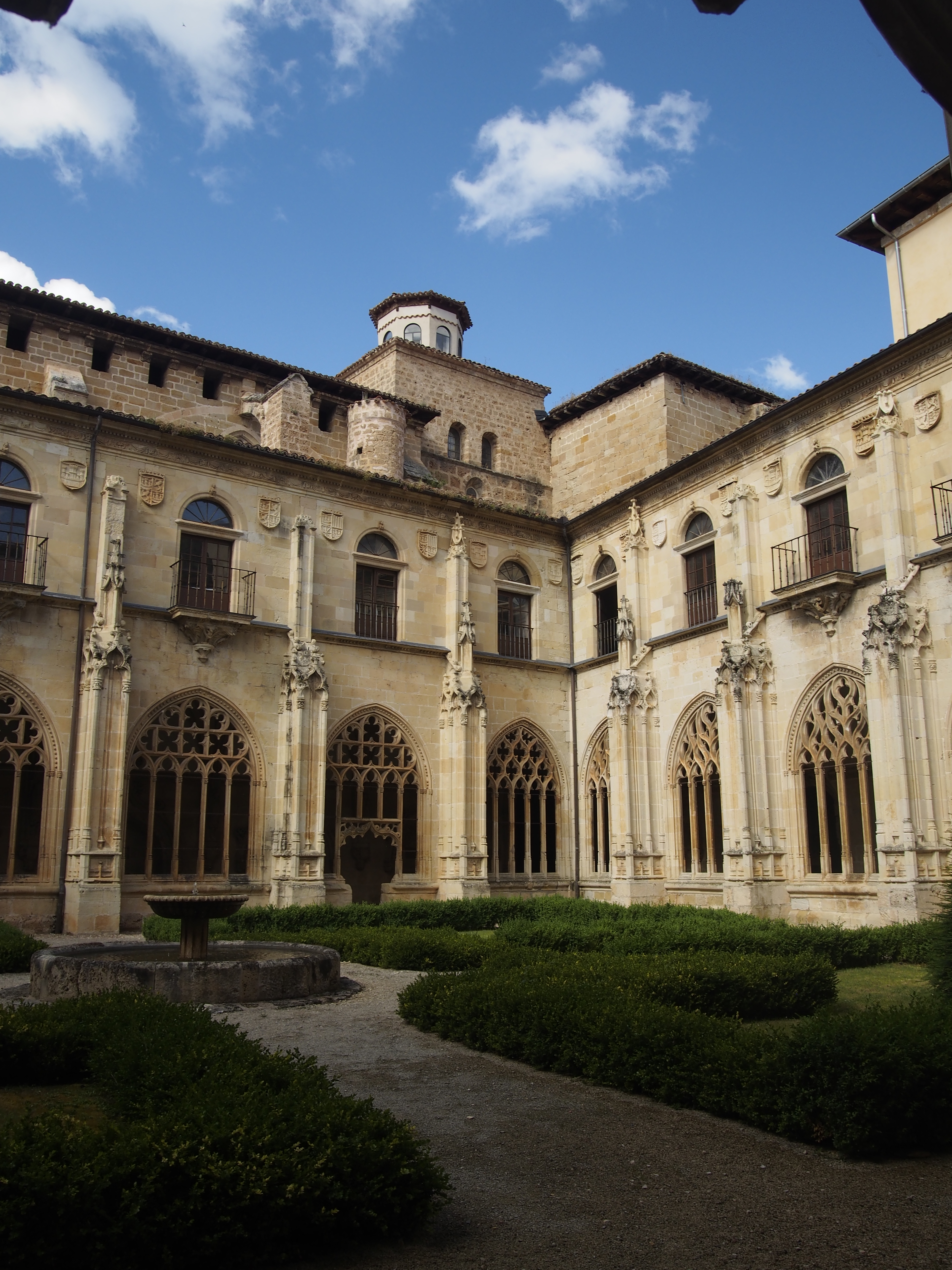

## Descripción e Historia del monumento
Fue fundado en 1011 por el conde de Castilla Sancho García para su hija Tigridia, como monasterio dúplice, con monjas procedentes del de San Juan de Cillaperlata, y monjes del monasterio de San Salvador de Loberuela. En el 1033 el monasterio dependía exclusivamente de los monjes cluniacenses. 
A partir de 1506, se integra en la Congregación Benedictina de Valladolid. La invasión francesa primero y la desamortización de Mendizábal posterior son la causa de no pocas destrucciones y del abandono del cenobio por parte de La Orden de San Benito. El benedictino fray Ponce de León en el siglo XVI instauró en el monasterio la primera escuela para sordomudos del mundo.  

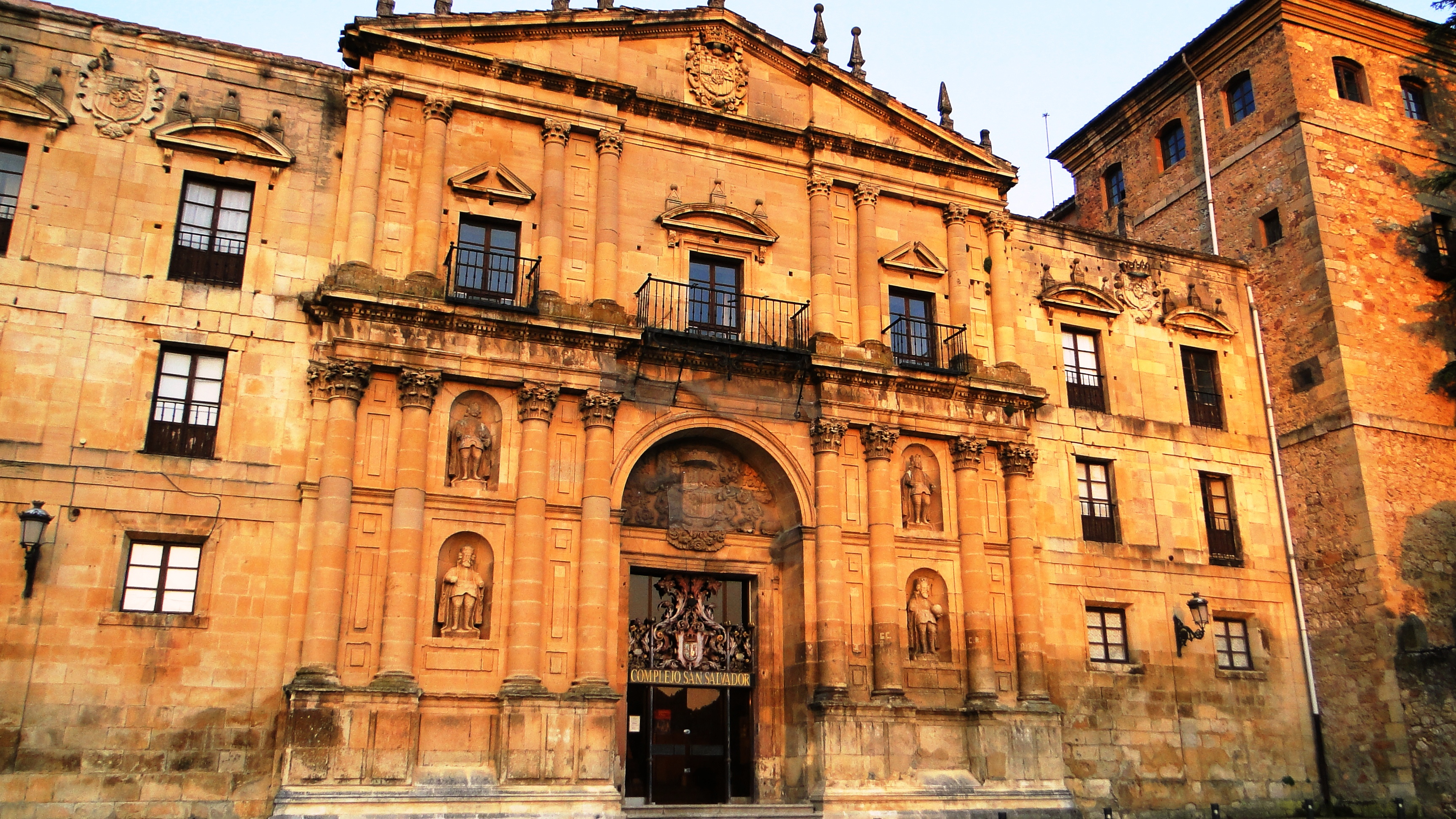

El estilo de la iglesia y la sillería es gótico a diferencia de la fachada y el retablo principal que es de estilo barroco. El retablo principal y la capilla se centra en el Abad San Íñigo, está constituido por un arco en el que se pueden ver reyes, santos y escenas de La Biblia.  
La iglesia cuenta con un órgano que fue creación del riojano Francisco Antonio de San Juan, utilizó 1.134 tubos. De este modo, no solo era bonito estéticamente, sino que para su limpieza y cuidado, resultaba mucho más práctico.  
Los espacios más señalados de la iglesia son el Claustro y la Sala Capitular, en la Sala Capitular se reunían en conjunto todos los miembros para tratar asuntos... Estos espacios del monasterio fueron creados en el siglo XII. En el refectorio, todavía se puede apreciar las escenas de La Última Cena, son arcos de gran valor ya que es de los únicos que aún se pueden observar del arte románico español.